# ロングヘア

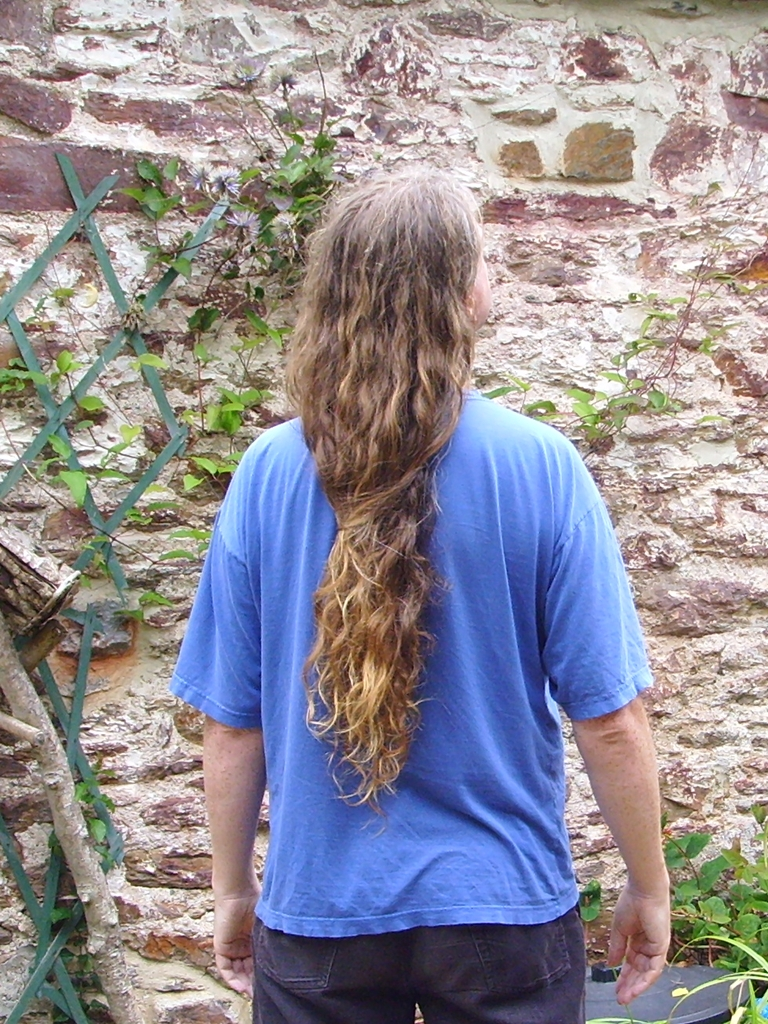
長髪の男性。

ロングヘア（英: Long hair）とは、髪を長く伸ばした髪型のことである。日本では長髪（ちょうはつ）と言い、また長髪にしている男性の髪を俗に（ロングな毛などを略して）ロン毛（ロンげ）と呼ぶこともある。対して短髪のことをショートヘアという。

## 概要
髪が肩にかかるくらいまでの長さの場合は「セミロング」または「ミディアム」とし、それ以上の長さの髪を「ロングヘア」と呼ぶのが一般的である。ロングヘアにすることも一般的となったものの、豊かな長髪が女性を象徴するものという意識もいまだ根強いため、長い髪に女性らしさを感じる男性は少なくない。
髪を結ぶ（結う）場合には、その結び方によって、ポニーテール（アップ）、ツインテール（サイドアップ）などと様々な髪型に派生する。
男性の場合には女性の場合のそれと対比すると比較的短い（女性の場合であれば短髪とされる長さ）であっても長髪とする場合があり、絶対的な長さにおいての基準に差異がある場合がある。
ファッションの進化とともにロングヘアのバリエーションも多様な広がりを見せ、後述するスタイリングの項にあるように、それぞれの個性に応じた様々なスタイルが可能になっている。

## 管理・手入れ

### 日頃の手入れ
髪が伸びる早さは一般的に1か月で約1cm、1年で約10-15cmと言われており、ショートヘアの長さから腰まで伸ばす場合は約5年程度の期間を要することになる。その場合の毛先の部分は5年前に生えており、伸ばす期間が長くなるにつれて毛先の乾燥や枝毛・切れ毛などの傷みが起きやすい。ショートのように比較的短期間で切って新しい髪に変わっていくわけではないので、ロングヘアの人は髪を美しく保つために継続した手入れを行うことが重要になる。

現代ではロングヘアに限らず、髪および頭皮を清潔に保つ目的でシャンプーやリンスが用いられることが一般的である。

## スタイリング
ヘアードライヤー、ヘアーブラシ、ヘアーアイロン、スタイリングプロダクツなど使用し髪型を作る。

### あまりいじらない場合
ロングヘアのスタイリングとしては大きく分けて、結わない場合では、真っ直ぐな状態を保って長いストレートヘアの美しさを生かす「ストレート・ロング」とパーマをかけて「ウェーブ・ロング」とする場合の2つがある。
ロングヘア(およびミディアム)の下だけをウェーブにした、「下だけパーマ」(下だけウェーブ)のスタイルもある。下だけパーマの場合、ウェーブのかけ方によって印象が変わるため、軽く内巻きにする、強めに外巻きにする、などの多様なアレンジが存在する。

### カットを伴う場合
ストレートにおいては、ボブカットのように前髪と、サイドの前髪部分の髪を両頬に当たる位に伸ばして切り揃えた場合、姫カット、プリンセスカットと派生して呼称されることがある（姫カットの項目に詳しい）。ただし、この髪型にしている女性は少数派であり、アニメや漫画などの仮想人物において見られるか、またはファッションショーのモデルなどで稀に見られる程度である。
前髪部分だけを短く、またはぱっつんとし、横・後ろの髪を伸ばしているスタイルと、前髪からすべてを伸ばすスタイルとがある。この2つには特に区別する名称はない。ただし、全体を（水平時の長さにおいて）同一に切り揃えた場合は「ワンレングス」「ワンレングスカット」と呼称されることがある。

### 結ぶ、留める場合
ロングヘアはその長さゆえに多様なバリエーションが楽しめる反面、スタイルを保つのが難しい。そのためリボンやヘアゴムなどを用いたポニーテール、ツインテールなどの結うスタイルが派生する（この2つについては各項目に詳しい）。古くは簪を用いたスタイル（現在でも和服にあわせて用いられることが多い）や、ヘアバンド（カチューシャ）、髪留め、ヘアピンといわれる装身具を用いて髪型を固定するスタイルもある。
「前髪部分だけを切り揃える、または短くし、横・後ろの髪を伸ばしているスタイル」の場合には特にカチューシャが似合い、よく用いられる。
また、ロングヘアの毛先だけをリボンなどで結ぶスタイルも存在する。このとき、髪全体を1つにまとめる場合と、毛先だけ2つに分離する場合とがある。名称はないようである。この場合、古風な雰囲気となる。
何もしない状態から上（後頭部）の髪だけをアップにしたハーフアップがある。これは長く下方に伸びる髪とポニーテールのスタイルが融合した、気品の感じられるスタイルとなる。
後ろ髪を普通に伸ばした状態で、両側面の髪を後ろに回して1つに結びたらし、上方の髪だけアップにしたスタイルもある（ハーフアップの状態で両側面の髪を後方で1つにまとめる）。これはお嬢様結び、ハーフポニーテールなどと呼称される場合があるが一般に定着した名称はないようである。さらに、お嬢様結びといった場合に、このスタイルのほかに、サイドから回して後ろでまとめる髪を三つ編みにするなどの発展系を指す場合もある。サイドから髪を後ろに回すスタイルは、オフィスでデスクワークをする場合などに長い髪が落ちてきてじゃまにならないように（例えばロングのウェーブヘアで髪を下ろしている場合、オフィスワークの場ではボリュームが出過ぎたり広がり過ぎることもある）使うこともある。
また、長い髪を束ねてサイドや後頭部で（団子状に）まとめたシニヨンのスタイルもある。

### 編みこむ場合

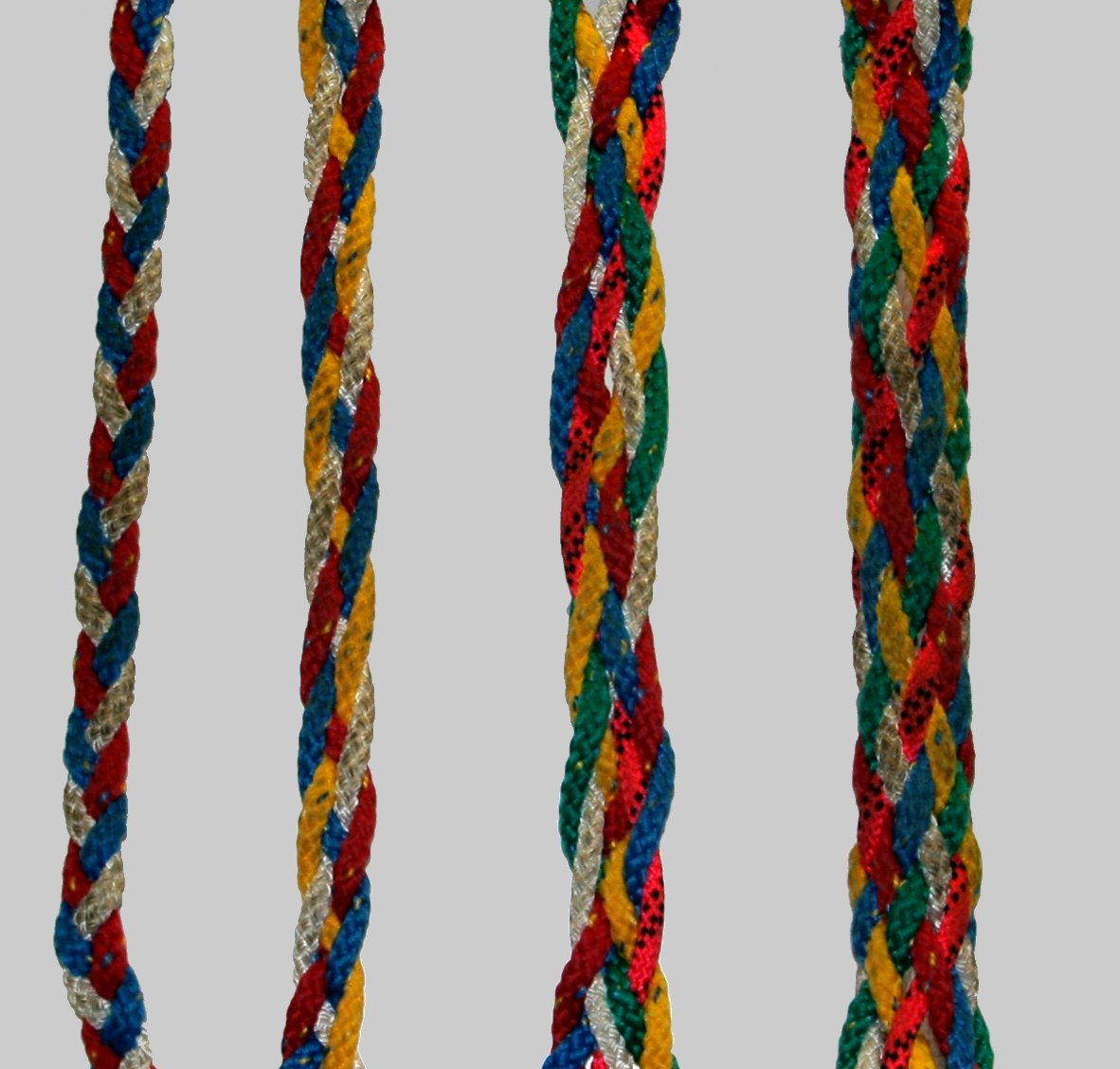
三つ編み（左端）、四つ編み、五つ編み、六つ編み

三つ編みを用い、低い位置の後部から三つ編みが1つないし2つある場合にお下げ（二つ三つ編み）、一つ三つ編みなどと呼ばれるスタイルがある。3つ以上の三つ編みを構成することはあまりないが、民族によってはそれが正式な髪型となっていることもある。また、朝鮮などでは輪形（わっか状）にする三つ編みのスタイルもある。三つ編みをきれいに作るのは慣れが必要で、初めのうちは編み目が不揃いになりがちなので、時間をかけて丁寧に作りながら、根元から下まで一定した編み方をマスターしていくようにする。
編みこみ方によっては、二つ編みのことをフィッシュテール (Fishtail braid〉 またはフィッシュボーン（編み方が魚の骨のように見えるので）と呼ぶ。
大きめの編みこみのことを別名ブレイド (braid) 、細かい編みこみのことをコーンロウ（Cornrow）と言う。
また、三つ編み、四つ編みのことを別名プラット（Plait）とも言う。

#### ギャラリー

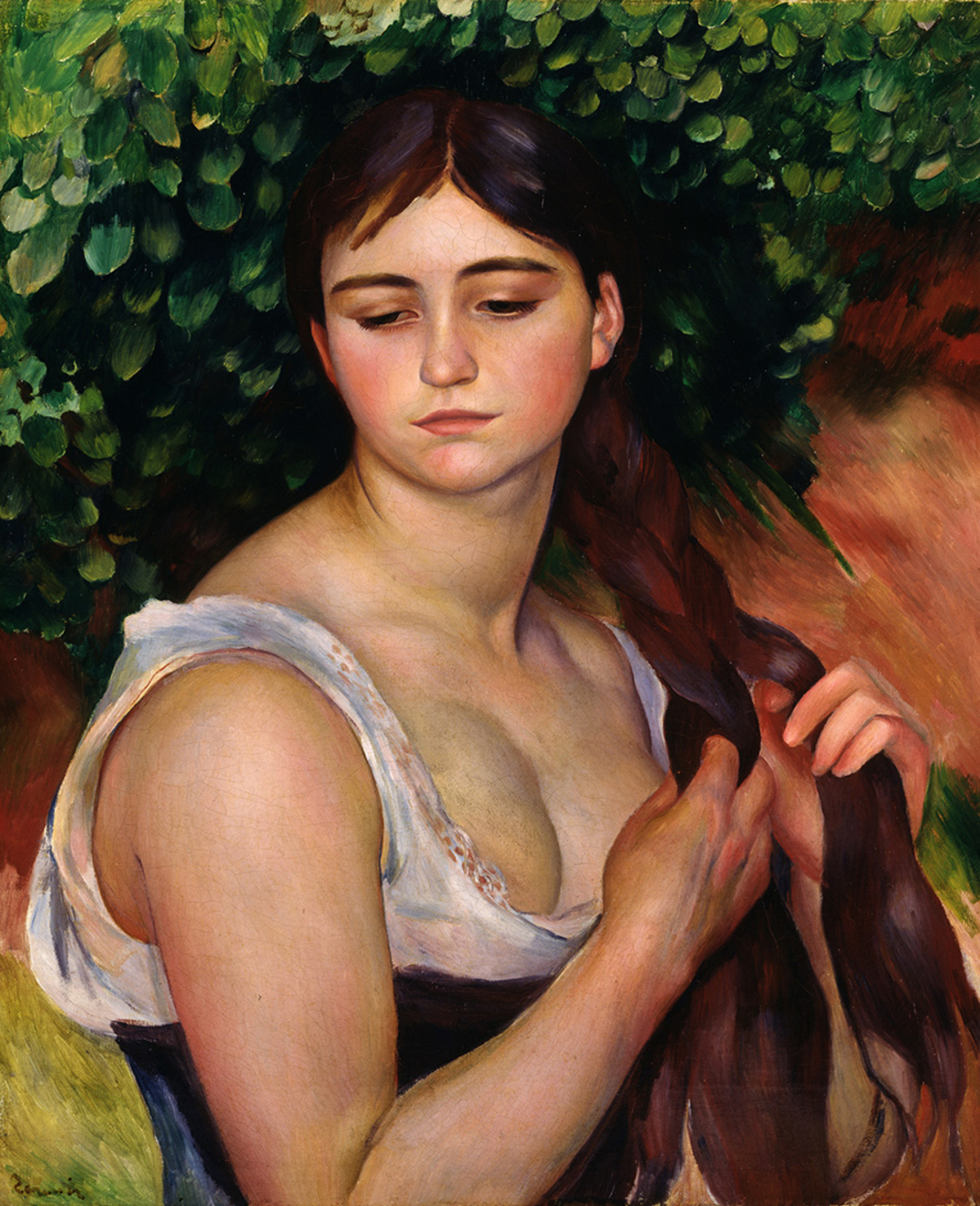
ルノアール画『La Natte（お下げ髪）』
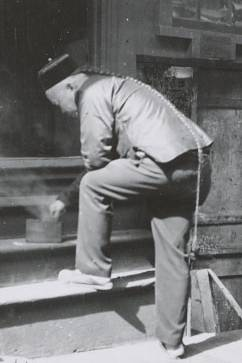
清代の中国系アメリカ人男性の辮髪。
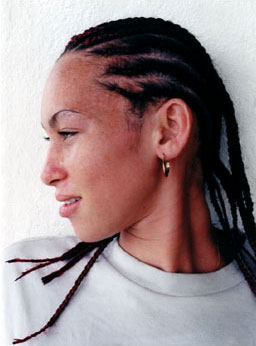
ジャマイカの女性。
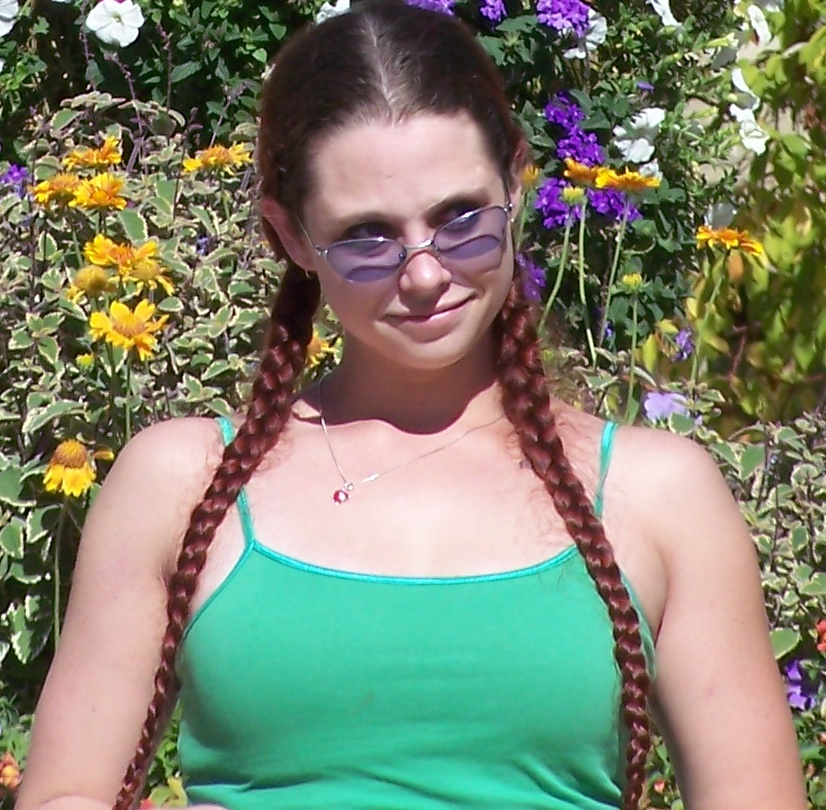
カナダの女性のお下げ髪。

## 歴史
|  |  |  |  |  |

### 近世以前
有史以来、世界的にロングヘアは普遍的な存在であることが知られているが、多くの文化圏で長髪は女性の象徴とされる。
男性が髪を伸ばす文化圏も多かったが、これらの文化圏では男性は髪を結い上げ垂らさないこともあった。

#### ヨーロッパ
ヨーロッパでは中世の男性などではロングヘアは一般的であった。古代ギリシアでは、 長い男性の髪は、富と権力の象徴であった。また、ゼウス、アキレス、アポロ、とポセイドンなどの長髪の神々を信仰していた。
中世の貴族にはカール状のかつらが流行しており、カルロス4世などの王族や、ヨハン・ゼバスティアン・バッハなどの作曲家の肖像画では独特のカールロングヘアのスタイルであったことがわかる。

#### 日本
平安から安土桃山時代においては女性の髪は黒いほど、また長いほど美人とされていたといわれ、現在に至るまで主に女性の象徴として認識され続けている。
特にストレート・ロングの髪型は日本において平安時代の貴族を中心として「垂髪」として主流であったことが「源氏物語」などの書物や絵画によって示されており、女性の長髪が美徳や象徴とされていたことがわかる。
その後の近世およびその前後の時代に独自の日本髪と呼ばれる女性の結髪が一般的だった。

#### アジア
ウイグル族は女性の長髪が重視されていることで知られる。日本を含む東アジアの諸民族の間では髷を結う習慣があったので、男性も髪を伸ばした。
清国では満州民族の風習である辮髪が満州民族以外の国民にも強制されていたが、太平天国の信徒はこの風習に逆らって髪を伸ばした為、清朝からは長髪賊と呼ばれていた。太平天国の乱は「長髪賊の乱」と別称される。

### 近代以降
近代以降は文化のグローバリズムの影響を受けており、米国をはじめとする、ヨーロッパ社会や日本などの近代化地域において同様の髪型の流行の変化が見られる。
1960年代から1970年代にかけてはビートルズなどの髪型の影響を受けて男性の長髪が流行し、特にロック歌手やヒッピーがロングヘアにすることが多かった。
1960年代の長髪の流行には社会への抵抗、反体制を演出するという意図がある。これは近代から現代において長髪は勤め人や学生には似つかわしくないとされていた風潮（代表例として丸刈り校則）があったからである。
そのため、国民への悪影響を恐れ、韓国やシンガポールでは法律によって長髪を禁止していた。これらは、自国民のみならず、外国人にも適用され、長髪を理由に入国拒否などが行なわれていた。（シンガポールにおける長髪も参照）
ベトナム戦争当時、反戦を叫ぶアメリカの若者がGIカット（新兵が強制される、頭頂部だけ残して全部剃り落される形）に対抗し、徴兵拒否の意思を込めて髪を長く伸ばし、やがてこれが海外に広まった歴史もある（アメリカが志願制に変えたのはベトナム撤退後）。
長髪の反社会性が薄れた1990年代以降では、男性がロングヘアにして中性的なイメージを演出することもあり、逆に野性味や男性らしさを強調するために髪を伸ばし意識的に無造作に仕上げることもある。
バブル景気の1980年代末から1990年代初めにかけ、女性の間でワンレングスのロングヘアやソバージュのロングヘアが大流行したこともある。
1990年代半ば以降もロングヘアの人気は衰えず、日本で急速にヘアカラーが普及してからは、特に女性の間でロングヘアも色を入れて明るさや軽さを出したスタイルが主流となった。
なお日本において2010年頃から「下だけパーマ」のスタイルが女性に流行し定番化している。
連合は2019年11月15日、職場での身だしなみのルールに関し働いている男女1000人が回答したアンケートを発表。ルールがあると回答したのは571人。男性の長髪はだめといった社内規定もある。ルールに違反した場合、処分があるのは111人。始末書提出や解雇、契約打ち切りもあった。